# Großer Preis von Ungarn 1936

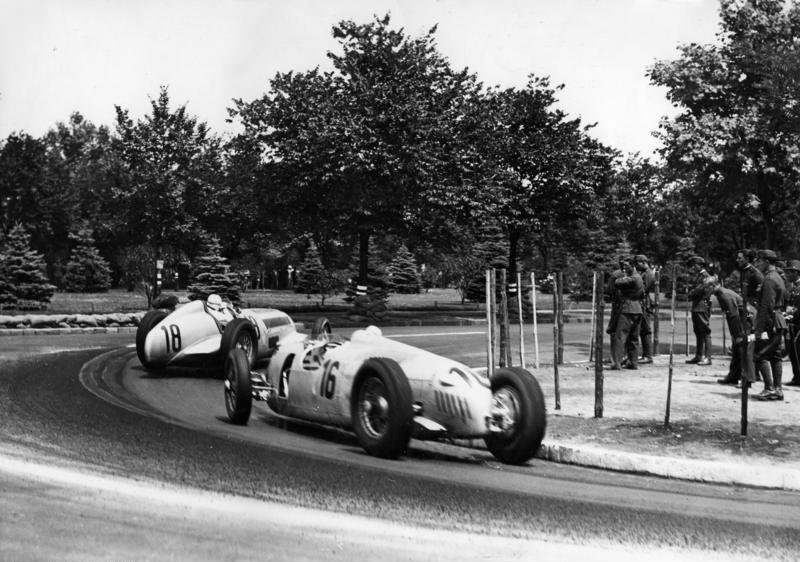
Rennszene: Rudolf Caracciola (Mercedes-Benz W 25) gefolgt von Bernd Rosemeyer (Auto Union Typ C)

Der I. Große Preis von Ungarn (I Magyar Nagy Dij) fand am 21. Juni 1936 auf einer Rundstrecke im Volkspark Népliget in Budapest statt. Das Rennen zählte nicht zur Kategorie der Grandes Épreuves und war auch kein Lauf zur Grand-Prix-Europameisterschaft 1936. Die Renndistanz betrug 50 Runden à 5,0 km, was einer Gesamtstrecke von 250,0 km entsprach.
Sieger wurde Tazio Nuvolari auf einem Alfa Romeo 8C-35.

## Rennen
Die enge und kurvenreiche Strecke im Budapester Népliget war eigens für Ungarns ersten internationalen Grand Prix angelegt worden. Obwohl kein Rennen der höchsten Kategorie, hatten alle drei Top-Teams (Mercedes-Benz, Auto Union und Alfa Romeo, wie üblich vertreten durch die Scuderia Ferrari), ihre besten Fahrer entsendet. Alfa Romeo gab dabei mit Rücksicht auf die Streckencharakteristik dem etwas leistungsschwächeren, aber dafür deutlich handlicheren älteren Achtzylindermodell Tipo 8C-35 gegenüber dem aktuellen Zwölfzylinder Alfa Romeo 12C-36 den Vorzug.
Vor 100.000 Zuschauern übernahm zunächst Bernd Rosemeyer auf Auto Union die Führung vor seinem Stallgefährten Hans Stuck und den beiden Mercedes-Piloten Manfred von Brauchitsch und Rudolf Caracciola. Stuck, der von starker Übelkeit geplagt wurde, verlor aber bald schon Position um Position und ließ sich schließlich von Reservefahrer Ernst von Delius am Steuer ablösen. In der Zwischenzeit hatte sich Caracciola an von Brauchitsch vorbeigeschoben und in der elften Runde die Spitze übernommen. Ein sich anbahnender Motorschaden am Mercedes brachte jedoch zur Rennmitte Rosemeyer wieder zurück in Front.
Tazio Nuvolari hatte die erste Rennhälfte hindurch hinter von Brauchitsch liegend die Reifen seines Alfa Romeo geschont, begann nun aber, seinen Vordermann zunehmend unter Druck zu setzen. Dieser kam in Runde 30 kurzzeitig von der Strecke ab und verbog beim Aufprall gegen die zur Streckenbegrenzung aufgestapelten Sandsäcke an seinem Mercedes eine Radaufhängung, was kurz vor Schluss noch zu seinem Ausfall führte. Fünf Runden später setzte sich Nuvolari auch gegen Rosemeyer durch und gab die Führung bis zum Ende des Rennens nicht mehr ab. Nach seinem beeindruckenden Vorjahreserfolg beim Großen Preis von Deutschland war das nun bereits der zweiten aufsehenerregende Sieg innerhalb eines Jahres über die stark favorisierten deutsche Silberpfeile.

## Ergebnisse

### Meldeliste
| Team                                     | Nr.  | Fahrer                     | Info  | Chassis              | Motor                                   | Reifen |
| ---------------------------------------- | ---- | -------------------------- | ----- | -------------------- | --------------------------------------- | ------ |
| Thomas Pitt Cholmondeley-Tapper          | 02   | Eileen Ellison             | DNA a | Maserati 8CM         | Maserati 3.0L V8 Kompressor             |        |
| Austin Dobson                            | 04   | Austin Dobson              |       | Alfa Romeo Tipo B/P3 | Alfa Romeo 3.2L I8 Kompressor           |        |
| Charles Martin                           | 06   | Charles Martin             |       | Alfa Romeo Tipo B/P3 | Alfa Romeo 2.9L I8 Kompressor           |        |
| George Raphaël Béthenod de Montbressieux | 08   | Raph                       | DNA b | Maserati V8-RI       | Maserati 4.8L V8 Kompressor             |        |
| Officine Alfieri Maserati                | 10   | László Hartmann            |       | Maserati 6CM         | Maserati 1.5L I6                        | P      |
| Auto Union AG                            | 12   | Hans Stuck                 |       | Auto Union C         | Auto Union 6.0L V16 Kompressor          | C      |
| Auto Union AG                            | 14   | Achille Varzi              |       | Auto Union C         | Auto Union 6.0L V16 Kompressor          | C      |
| Auto Union AG                            | 16   | Bernd Rosemeyer            |       | Auto Union C         | Auto Union 6.0L V16 Kompressor          | C      |
| Auto Union AG                            |      | Ernst von Delius           | RES   | Auto Union C         | Auto Union 6.0L V16 Kompressor          | C      |
| Daimler-Benz AG                          | 18   | Rudolf Caracciola          |       | Mercedes-Benz W25K   | Mercedes-Benz M 25 C 4.7L I8 Kompressor | C      |
| Daimler-Benz AG                          | 20   | Louis Chiron               |       | Mercedes-Benz W25K   | Mercedes-Benz M 25 C 4.7L I8 Kompressor | C      |
| Daimler-Benz AG                          | 22   | Manfred von Brauchitsch    |       | Mercedes-Benz W25K   | Mercedes-Benz M 25 C 4.7L I8 Kompressor | C      |
| Daimler-Benz AG                          |      | Hermann Lang               | RES   | Mercedes-Benz W25K   | Mercedes-Benz M 25 C 4.7L I8 Kompressor | C      |
| Scuderia Ferrari                         | 24   | Tazio Nuvolari             |       | Alfa Romeo 8C-35     | Alfa Romeo 3.8L I8 Kompressor           | E      |
| Scuderia Ferrari                         | 26   | Antonio Brivio             | DNA   | Alfa Romeo 8C-35     | Alfa Romeo 3.8L I8 Kompressor           | E      |
| Scuderia Ferrari                         | 28   | Mario Tadini               |       | Alfa Romeo 8C-35     | Alfa Romeo 3.8L I8 Kompressor           | E      |
| Gheorghe Ghyka Cantacuzene               | 30 c | Gheorghe Ghyka Cantacuzene | DNA   | Maserati             | Maserati                                |        |
| José de Villapadierna                    | 32   | José de Villapadierna      | DNA   | Alfa Romeo Tipo B/P3 | Alfa Romeo 3.2L I8 Kompressor           |        |

### Qualifying
| Pos. | Fahrer                  | Konstrukteur  | Qualifikationstraining | Qualifikationstraining | Start |
| Pos. | Fahrer                  | Konstrukteur  | Zeit                   | Ø-Geschwindigkeit      | Start |
| ---- | ----------------------- | ------------- | ---------------------- | ---------------------- | ----- |
| 01   | Bernd Rosemeyer         | Auto Union    | 2:38,15 min            | 113,820 km/h           | 01    |
| 02   | Hans Stuck              | Auto Union    | 2:39,83 min            | 112,620 km/h           | 02    |
| 03   | Manfred von Brauchitsch | Mercedes-Benz | 2:39,87 min            | 112,590 km/h           | 03    |
| 04   | Tazio Nuvolari          | Alfa Romeo    | 2:40,08 min            | 112,440 km/h           | 04    |
| 05   | Rudolf Caracciola       | Mercedes-Benz | 2:40,38 min            | 112,230 km/h           | 05    |
| 06   | Achille Varzi           | Auto Union    | 2:43,12 min            | 110,350 km/h           | 06    |
| 07   | Mario Tadini            | Alfa Romeo    | 2:47,52 min            | 107,450 km/h           | 07    |
| 08   | Louis Chiron            | Mercedes-Benz | 2:49,65 min            | 106,100 km/h           | 08    |
| 09   | Austin Dobson           | Alfa Romeo    | 2:53,21 min            | 103,920 km/h           | 09    |
| 10   | Charles Martin          | Alfa Romeo    | 3:02,51 min            | 98,620 km/h            | 11    |
| 11   | László Hartmann         | Maserati      | 3:10,56 min            | 94,460 km/h            | 10    |

### Rennergebnis
| Pos. | Fahrer                      | Konstrukteur  | Runden | Stopps | Zeit         | Start | Schnellste Runde | Ausfallgrund        |
| ---- | --------------------------- | ------------- | ------ | ------ | ------------ | ----- | ---------------- | ------------------- |
| 01   | Tazio Nuvolari              | Alfa Romeo    | 50     |        | 2:14:03,46 h | 4     | 2:36,68 min      |                     |
| 02   | Bernd Rosemeyer             | Auto Union    | 50     |        | + 14,23 s    | 1     | 2:37,48 min      |                     |
| 03   | Achille Varzi               | Auto Union    | 48     |        | + 2 Runden   | 6     | 2:44,78 min      |                     |
| 04   | Mario Tadini                | Alfa Romeo    | 47     |        | + 3 Runden   | 7     | 2:47,29 min      |                     |
| 05   | Hans Stuck Ernst von Delius | Auto Union    | 46     |        | + 4 Runden   | 2     | 2:51,29 min      |                     |
| 06   | Austin Dobson               | Alfa Romeo    | 45     |        | + 5 Runden   | 9     | 2:57,15 min      |                     |
| 07   | László Hartmann             | Maserati      | 44     |        | + 6 Runden   | 10    | 3:00,80 min      |                     |
| —    | Manfred von Brauchitsch     | Mercedes-Benz | 47     |        | DNF          | 2     | 2:37,10 min      | gebrochener Lenkarm |
| —    | Charles Martin              | Alfa Romeo    | 33     |        | DNF          | 11    | 2:53,14 min      | Achsbruch           |
| —    | Rudolf Caracciola           | Mercedes-Benz | 26     |        | DNF          | 5     | 2:39,85 min      | Motorschaden        |
| —    | Louis Chiron                | Mercedes-Benz | 19     |        | DNF          | 8     | 2:49,00 min      | Kompressorschaden   |